# Tarkan
Tarkan Tevetoğlu (Alzey, Alemanya, 17 d'octubre de 1972), conegut com a Tarkan, és un cantant de música pop turc. Està casat, des del 29 d'abril de 2016, amb Pınar Dilek. El maig de 2016 va fer un àlbum de música clàssica turca amb el nom Ahde Vefa (turc per Pacta sunt servanda).